# Lidoro Soria
Lidoro Soria (19 ottobre 1920 – ...) è stato un calciatore argentino, di ruolo difensore.

## Caratteristiche tecniche
Giocava come difensore sinistro. Benché il suo ruolo di terzino lo legasse a compiti difensivi, partecipava attivamente anche alle azioni d'attacco, fungendo talvolta da terzino d'ala. Fisicamente robusto, più alto della media, Soria era particolarmente abile nel gioco di testa e negli anticipi; prediligeva il gioco semplice.

## Carriera

### Club
Soria debuttò in Primera División argentina nella stagione 1946 con la maglia del Rosario Central. Dopo tre annate nel club biallo-blu di Rosario, durante le quali assommò 67 presenze. Nel 1949 si trasferì al River Plate, e contribuì al secondo posto raggiunto dal club in campionato. A partire dal campionato 1950 rimpiazzò Eduardo Enrique Rodríguez nel ruolo di difensore sinistro; nel corso degli anni affiancò vari giocatori, componendo la coppia di terza linea con Santiago Kelly, Alfredo Pérez e José Ramos. Durante il suo periodo al River vinse due campionati, 1952 e 1953. Si trasferì, nel 1954, in Colombia, all'Independiente di Medellín, seguendo l'esempio di svariati altri connazionali che raggiunsero il Paese andino per il cosiddetto El Dorado.

## Palmarès
- Campionato argentino: 2

River Plate: 1952, 1953